# Йови

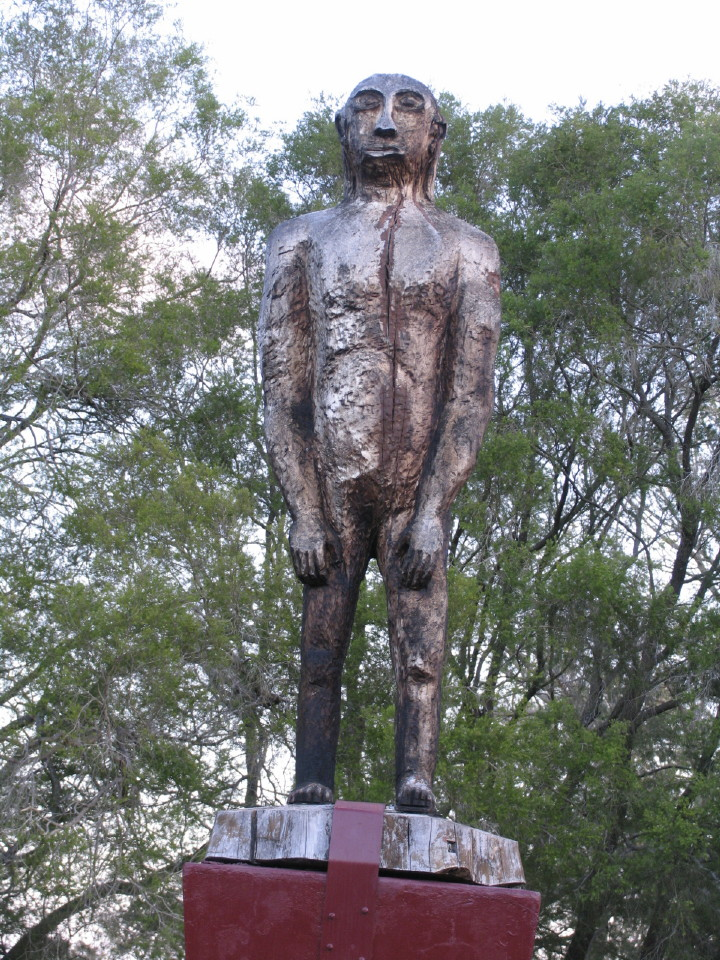
Статуя, город Килкой (Квинсленд)

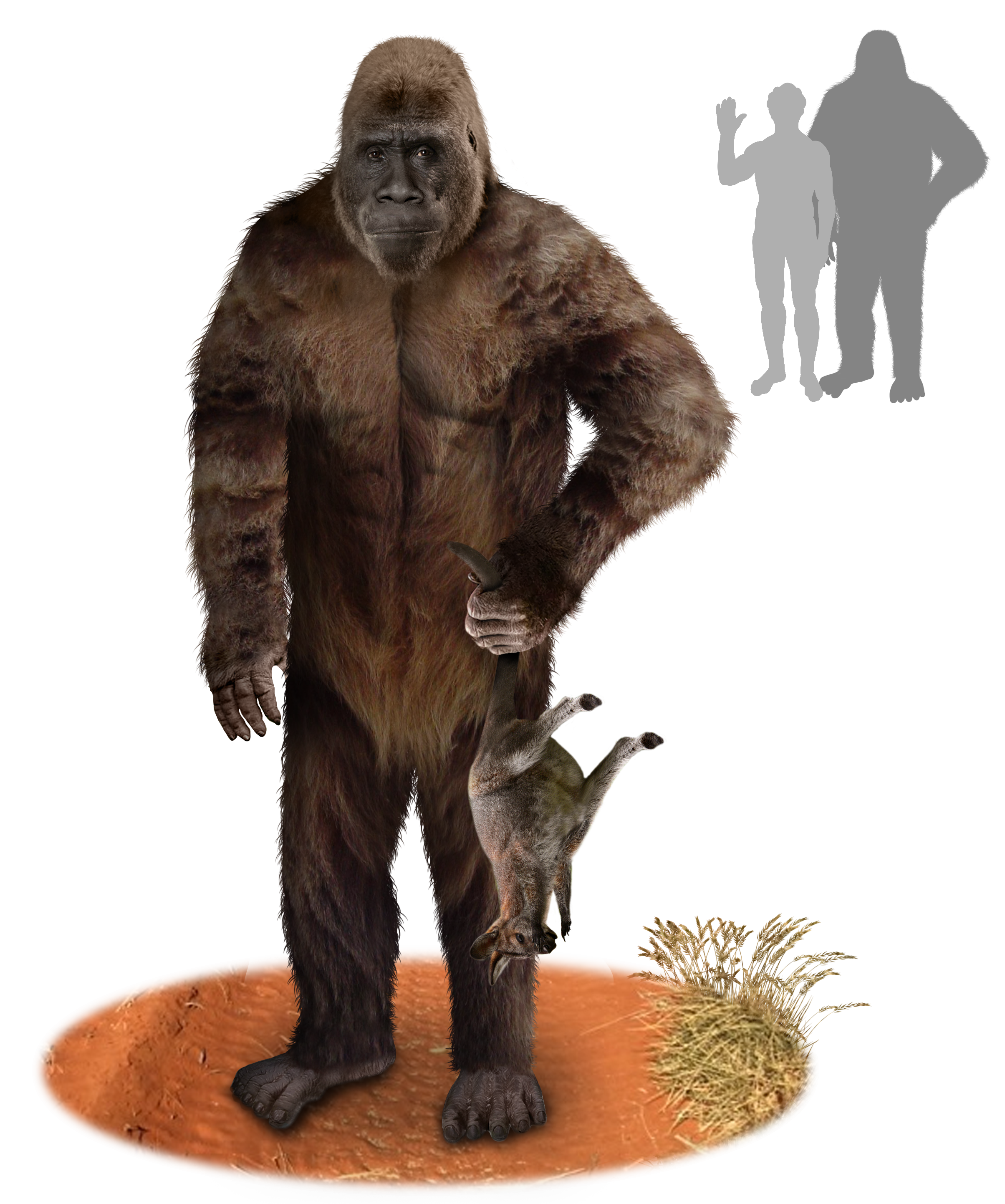
В представлении художника

Йови (англ. Yowie, йови-уови — Yowie-Whowie, яху — Yahoo) — мифическое человекообразное существо, якобы обитающее в австралийских пустынях, криптид, близкий к йети и бигфуту.
Образ йови может восходить к персонажу фольклора аборигенов Австралии. Характеристики этого существа и легенды иногда пересекаются с теми же у буньипа. Представления о йови распространены в легендах племён австралийских аборигенов, особенно в восточных штатах Австралии.
С середины 1970-х годов йови пытался популяризировать энтузиаст Рекс Гилрой, объявивший себя криптозоологом. Он утверждал, что собрал более 3000 сообщений о них и предполагал, что они составляют реликтовые популяции вымерших обезьян или виды рода людей.
Сообщения о следах йови, поступают до настоящего времени. В 2009 году утверждалось, что йови нанёс тяжёлые увечья и убил домашних животных, в том числе собак. По другому объяснению, это может быть следствием нападений диких животных, таких, как динго.